# Aksayqin Hu
Aksayqin Hu (kinesiska: 阿克赛钦湖) är en sjö i Kina. Den ligger i den västra delen av landet, 3 200 km väster om huvudstaden Peking. Aksayqin Hu ligger 4 844 meter över havet. Arean är 166 kvadratkilometer. Trakten runt Aksayqin Hu består i huvudsak av gräsmarker. Den sträcker sig 16,9 kilometer i nord-sydlig riktning, och 18,5 kilometer i öst-västlig riktning.